# Bigelowia
Bigelowia là một chi thực vật có hoa trong họ Cúc (Asteraceae).

## Loài
Chi Bigelowia gồm các loài: